# Willy Hellpach
Willy Hellpach, född 26 februari 1877, död 6 juli 1955, var en tysk psykolog och politiker.
Hellpach blev professor i Karlsruhe 1911 och i Heidelberg 1926. Som psykolog var Hellpach lärjunge till Wilhelm Wundt. I sin forskning behandlade han företrädesvis gränsfrågor mellan medicin och psykologi å ena sidan och mellan psykologi och samhällsvetenskap å andra sidan. 
Omkring 1900 var Hellpach medarbetare i socialistiska tidningar och tidskrifter, och blev senare medlem av Deutsche Volkspartei, vars vänstra flygel han tillhörde, och var 1918 en av grundarna av Deutsche Demokratische Partei. Åren 1922-25 var han kultusminister i Baden, 1924-25 tillika statspresident där, mars 1925 demokraternas kandidat till rikspresidentposten och 1928-30 ledamot av tyska riksdagen.